# ناگویایی
ناگویایی یا لالی یا گُنگی یا خَموشی (به انگلیسی: muteness) به نبود گفتار در عین بودن توانایی درک و دریابش گفتار دیگران تعریف می‌شود. لالی، بسته به سبب‌شناسی (علت)، ممکن است شرایطی دائمی و همیشگی نباشد. به‌طور عمومی، کسی که ناگویا (لال) باشد شاید به یکی از چندین دلیل گوناگون ناگویا شده باشد. این اختلال در دوران کودکی  به دلایل مختلفی مانند مشکلات عصبی، ساختاری یا حرکتی زبان ایجاد شود. علائم آن شامل تلفظ نادرست کلمات، بریدگی کلمات یا اشتباه در تکیه کردن بخش‌های مختلف کلمه است.    